# Дир-Крик (город, Миннесота)
Дир-Крик (англ. Deer Creek) — город в округе Оттер-Тейл, штат Миннесота, США. На площади 10,4 км² (10,4 км² — суша, водоёмов нет), согласно переписи 2002 года, проживают 328 человек. Плотность населения составляет 31,5 чел./км².
- Телефонный код города — 218
- Почтовый индекс — 56527
- FIPS-код города — 27-15184[1]
- GNIS-идентификатор — 0642707[2]